# Steven Bottomley
Steven Bottomley (1965) is een Engelse golfprofessional. Hij speelde acht jaar op de Europese PGA Tour.
Toen Steven jong was, zwom hij elke dag voor en na school en bereikte hij het team dat voor zijn county uitkwam. Toen hij twaalf was, ging hij met zijn vader en oudere broer mee naar de golfclub. Dat betekende het begin van een carrière in de golfsport.

## Gewonnen
- English School Championship

## Professional
Steven Bottomley werd in 1985 professional. Vanaf 1988 speelde hij onafgebroken op de Europese PGA Tour. 

Zijn hoogtepunt was het Brits Open van 1995; toen hij de 72ste hole verliet had hij op die winderige dag een score van 69 (laagste score van de dag) binnengebracht en stond aan de leiding. Hij werd echter alsnog ingehaald door Costantino Rocca en John Daly en bleek met 1 slag de play-off met hen te missen. Hij eindigde op de derde plaats. Die 69 bleek zondag wel de laagste dagscore te zijn.

### Gewonnen
Challenge Tour
- 1992: PGA Kampioenschap (Zweden).

Elders
- 1996: Open Novotel Perrier (met Jonathan Lomas)